# モンスターワールドII ドラゴンの罠
『モンスターワールドII ドラゴンの罠』（モンスターワールドツー ドラゴンのわな）は、1989年9月に日本のセガから発売されたセガ・マスターシステム用アクションロールプレイングゲーム。セガ・マスターシステムでのオリジナル版は欧米にて『Wonder Boy III: The Dragon's Trap』のタイトルで発売された。

## 概要
同社のセガ・マークIII用ソフト『スーパーワンダーボーイ モンスターワールド』（1988年）の続編。前作で倒したドラゴンの呪いによってリザードマンにされてしまったブック少年が呪いを解くための冒険をする。前作までのアーケードスタイルとは異なり、アクション性はそのままに家庭用ハードでのプレイを前提としたゲームデザインとなっておりパスワードで途中セーブも可能。
ウエストンが開発を行い、ディレクターは前作を手掛けた西澤龍一が担当、プログラムは後にメガドライブ用ソフト『ワンダーボーイV モンスターワールドIII』（1991年）を手掛けた栗原孝典が担当、音楽は前作に引き続き坂本慎一が担当している。
1989年に欧米にてセガ・マスターシステムで発売。1992年発売のゲームギア版は日本でも発売された。そのため、『ワンダーボーイV モンスターワールドIII』の発売が日本では先となった。1991年には『アドベンチャーアイランド』のタイトルでPCエンジンに移植された。2009年に携帯電話ゲームとしてiアプリにて配信された他、PCエンジン版は2007年にWii用ソフトとしてバーチャルコンソールにて配信され、セガ・マスターシステム版は2009年に欧米でのみWii用ソフトとしてバーチャルコンソールにて配信された。2017年にはリメイク版となる『ワンダーボーイ ドラゴンの罠』が配信された。

## 他機種版
| No. | タイトル                                                                    | 発売日                                  | 対応機種                                        | 開発元     | 発売元          | メディア                              | 型式              | 備考 |
| --- | --------------------------------------------------------------------------- | --------------------------------------- | ----------------------------------------------- | ---------- | --------------- | ------------------------------------- | ----------------- | --- |
| 1   | アドベンチャーアイランド Dragon's Curse                                     | 1991年4月19日 1991年                    | PCエンジン                                      | ウエストン | ハドソン NEC-HE | 2メガビットHuCARD                     | HC91035 TGX020039 | |
| 2   | モンスターワールドII ドラゴンの罠                                           | 1992年3月27日 1992年                    | ゲームギア                                      | ウエストン | セガ            | 2メガビットロムカセット               | G-3308 2422       | |
| 3   | セガエイジス2500シリーズ Vol.29 モンスターワールド コンプリートコレクション | 2007年3月8日                            | PlayStation 2                                   | セガ       | セガ            | CD-ROM                                | SLPM-62760        | |
| 4   | アドベンチャーアイランド                                                    | 2007年3月30日 2007年4月2日 2007年8月7日 | Wii                                             | ハドソン   | ハドソン        | ダウンロード （バーチャルコンソール） | -                 | PCエンジン版の移植 2019年1月31日配信・発売終了                                                                 |
| 5   | モンスターワールドII                                                        | 2009年1月15日                           | FOMA703i、903iシリーズ （iアプリ）              | セガ       | セガ            | ダウンロード （★ぷよぷよ! セガ）      | -                 | |
| 6   | Wonder Boy III The Dragon's Trap                                            | 2009年10月9日 2009年11月9日             | Wii                                             | ウエストン | セガ            | ダウンロード （バーチャルコンソール） |                   | マスターシステム版の移植 2019年1月31日配信・発売終了                                                           |
| 7   | PC Engine GameBox                                                           | 2011年5月31日                           | iPhone 3GS以降 iPod touch第3世代以降 iPad (iOS) | ハドソン   | ハドソン        | ダウンロード                          | -                 | アドベンチャーアイランドの移植                                                                                 |
| 8   | ワンダーボーイ ドラゴンの罠                                                 | INT 2017年4月18日                       | Nintendo Switch PlayStation 4 Xbox One          | LizardCube | DotEmu          | ダウンロード ゲームカード             | -                 | マスターシステム版のリメイク、日本ではNintendo Switch版のみ発売。 パッケージ版はPikiiより2018年4月19日に発売。 |
| 9   | ワンダーボーイ ドラゴンの罠                                                 | INT 2017年6月8日                        | Windows                                         | LizardCube | DotEmu          | ダウンロード (Steam)                  | -                 | マスターシステム版のリメイク                                                                                   |
| 10  | ワンダーボーイ アルティメット コレクション                                  | 2023年2月17日                           | Nintendo Switch PlayStation 4 PlayStation 5     | ININ Games | Bliss Brain     | ゲームカード BD-ROM ダウンロード      | -                 | マスターシステム、ゲームギア版の移植                                                                           |

アドベンチャーアイランド
- 1991年4月19日にハドソンから発売のPCエンジン用ソフト。システムは同じだがキャラクター設定が異なる。PCエンジンのハードスペックに合わせてグラフィックやサウンドも向上しており、パスワードセーブの他に天の声2などの外部バックアップにも対応していたことから、セーブしてからのリスタートが素早く行えた。
- 2007年8月7日にWiiのバーチャルコンソールで、2011年5月31日にiOSのPC Engine GameBoxで配信された。
- なお、『高橋名人の冒険島』のNES版は『Hudson's Adventure Island』としてシリーズ化されていたが、本作の北米版のタイトルは『Dragon's Curse』であった。

セガエイジス2500シリーズ Vol.29 モンスターワールド コンプリートコレクション
- 2007年3月8日発売のPlayStation 2用ソフト。Sega Master System版とゲームギア版が収録。

ワンダーボーイ ドラゴンの罠（Wonder Boy: The Dragon's Trap）
- 2017年にフランスのインディーパブリッシャーDotEmuより発売されたリメイク版（開発はLizardCube）。Nintendo SwitchやPlayStation 4などで発売[9]。手描きアニメーションのグラフィックにリニューアルされたが、マスターシステム版をリバースエンジニアリングしており、ボタンひとつでドット版（ワイド化されている）への切替も可能。
- 2013年に原作のコード・プログラムを研究し、同年ではグラフィックと技術研究が始まった。2015年から開発が始まった[10]。

## スタッフ
セガ・マスターシステム版
- ディレクター：西澤龍一
- プログラマー：栗原孝典
- デザイナー：栗原ひろみ
- サウンド・コンポーザー：坂本慎一

ゲームギア版
- ディレクター、プログラマー：西澤龍一
- デザイナー：こうやまかなこ、鷲見利恵子
- サウンド・コンポーザー：W.S.S. SAKAMOTO
- アシスタント・ディレクター：NAPALM WATANABE

## 評価
PCエンジン版『アドベンチャーアイランド』
ゲーム誌『ファミコン通信』の「クロスレビュー」では合計25点（満40点）、『月刊PCエンジン』では90・90・85・85・85の平均87点（満100点）、『マル勝PCエンジン』では8・7・8・6の合計29点（満40点）、『PC Engine FAN』の読者投票による「ゲーム通信簿」での評価は以下の通りとなっており、21.92点（満30点）となっている。また、この得点はPCエンジン全ソフトの中で168位（485本中、1993年時点）となっている。同雑誌1993年10月号特別付録の「PCエンジンオールカタログ'93」では、「以前、業務用にあった『モンスターランド』の続編で、RPGのような舞台設定が面白い」と肯定的に評価した。
| 項目 | キャラクタ | 音楽 | 操作性 | 熱中度 | お買得度 | オリジナリティ | 総合  |
| 得点 | 4.00       | 3.63 | 3.63   | 3.54   | 3.63     | 3.48           | 21.92 |

ゲームギア版
ゲーム誌『ファミコン通信』の「クロスレビュー」では合計23点（満40点）となっている。